# アンダーポイントのまっぴるま!
『アンダーポイントのまっぴるま!』は東海ラジオ放送で2017年10月8日から2022年3月26日まで（2020年4月から9月まで中断期間あり）放送されていた、週末のバラエティ番組。

## 概要
2017年秋に実施された東海ラジオの大型改編に伴い、放送開始。パーソナリティは、これまで東海ラジオの番組（『兵動大樹×アンダーポイント 前ノリなもんで』『アンダーポイントのおしゃべりなもんで』）に出演していたアンダーポイントが起用された。
2018年4月のナイターシーズンイン改編により、土曜へ移動のうえ11:00 - 12:00の60分に短縮された。また、直前番組の『きくち教児の楽気!DAY』と同様に、応募で当選したリスナーによるスタジオ見学が、同番組で行われていた。
2020年3月21日をもって、大前りょうすけ（プリンセス金魚）がパーソナリティを担当する『OH! MY CHANNEL!』の開始に伴い一旦放送終了。第1期の全放送回数は125回。
しかし、『OH! MY CHANNEL!』の平日の帯番組への移動に伴い、半年後の2020年10月3日から30分拡大のうえで再開されることになった。
2022年3月26日をもって、市野瀬瞳がパーソナリティを担当する『Saturday Flavor』の開始に伴い、第2期の放送が終了し、アンダーポイントは4月からは日曜深夜に『UNDER TALK』を担当する。

## 放送日時
第1期
- 2017年10月8日 - 2018年3月25日
  - 日曜 12:00 - 14:00
- 2018年4月7日 - 2020年3月21日
  - 土曜 11:00 - 12:00

第2期
- 2020年10月3日 - 2021年3月27日
  - 土曜 11:00 - 12:30
- 2021年4月3日 - 2021年9月25日
  - 土曜 11:00 - 12:00
- 2021年10月2日 - 2022年3月26日
  - 土曜 11:00 - 12:30

特別編成
- 2021年9月19日 20:00 - 21:30
  - 9月18日の通常放送は休止となり、日曜の夜に『まっぴるまじゃないけど、アンダーポイントのまっぴるま!』として放送された。

## パーソナリティ
- パーソナリティ - アンダーポイント（増野豊・本美大）
- 公式キャラクター - ピルマーくん[3]

### ピンチヒッター
- ゆったり感（2017年12月24日）

### 特別対応
- スペードの3（なかし・栗林弘典）（2018年10月6日）
2018年9月29日に放送された「日本記念日協会認定 9月29日は"くっつくFM東海ラジオの日"」特番において、アンダーポイントとスペードの3の二組が「どちらが先に929人の皆さんにオリジナルグッズを配布できるか」勝負を行い、スペードの3が勝利。このため、10月6日の同番組はスペードの3がパーソナリティを務めることとなり、番組名も『スペードの3のまっぴるま!』として放送されることとなった[4]。

## タイムテーブル

### 2021年10月から2022年3月まで
出典:
- 週替わりコーナー（11時台）
  - たいこうのふくろう便（第1週）
「桑名 ふくろうの杜」の村井帝公による最近の葬儀にまつわる話題を中心にお届け。
  - ピルマーくんと遊ぼう（第2週）
電話出演のリスナーとピルマーくんがゲーム対決を行う。
  - まっぴるま大喜利（第3週）
毎月発表されるお題に沿ってメールを募集する大喜利コーナー。
  - 思い出のナーニー（第4週）
「この曲を聞くと思い出す」「この景色を見ると思い出す」など、リスナーの思い出が詰まった「ナニか」を紹介してもらうコーナー。
コーナータイトルは映画『思い出のマーニー』から来ており、BGMも主題歌の「Fine On The Outside」が使用されている。
  - スペシャル企画（第5週）
第5週がある月のみの特別コーナー。「クイズピリオネア」などの特別企画が行われる。
- クイズ！まっぴーひゃらドン♪（11時台）
アンダーポイントの2人がオカリナとハーモニカで、おなじみの曲を即興演奏するクイズ。（第1期はリコーダーとハーモニカだった。）
- いいものテンミニッツ！（11時台）
ラジオショッピング情報番組。
- さじ加減ルーレット！（12時台）
かつて放送されていた「ダイドーブレンドコーヒー」のテレビCMで、福山雅治が「ダイドーブレンドコーヒー、コーヒー」となぜか「コーヒー」を2回繰り返すことから、増野が福山雅治モノマネで何回「コーヒー」と言うか予想する運試しコーナー。
2021年12月4日のオープニングで、プロデューサーの総合的な判断により前週の放送をもってコーナー終了となったことが発表されたが、12月18日からは『さじ加減ルーレット Part 2』として復活。
復活後は、本美が愛知県知多市にある旭公園の竹林へ行った際、場所を尋ねるも、尋ねた相手が外国人で「バンブー ツリー ツリー ツリー」「バンブー バンブー バンブー バンブー…」と連呼してしまったというエピソードから、本美が何回「バンブー」と言うか予想するコーナーとなった。
- これかなリクエスト（12時台・不定期放送）
リスナーからのリクエスト曲を、エピソードのみを読み、何の曲か予想し、当てるコーナー。
- どうでもいい電話（12時台・不定期放送）
『まっぴるま大喜利』の2021年12月18日放送分のお題『第1回 どうでもいい電話王』から派生した常設大喜利コーナー。
電話のコール音が鳴り、「もしもし？」のあとに続く、どうでもいい電話の内容の考えて投稿する。
- なんでなん？（12時台・不定期放送）
「なんでなん？」と言いたくなるようなリスナーからの疑問を、特に解決はしないが、理由を考えてみるコーナー。

### 2021年4月から2021年9月まで
出典:
- ヒヨコで踊るラジオ
ラジオショッピング情報番組。（2021年6月末終了）
- 週替わりコーナー
  - たいこうのふくろう便（第1週）
  - ピルマーくんと遊ぼう（第2週）
  - まっぴるま大喜利（第3週）
  - 思い出のナーニー（第4週）
  - スペシャル企画（第5週）
- クイズ！まっぴーひゃらドン♪
- いいものテンミニッツ！
- さじ加減ルーレット！

### 2020年10月から2021年3月まで
出典:
- 週替わりコーナー（11時台）
  - たいこうのふくろう便（第1週）
  - ピルマーくんと遊ぼう（第2週）
  - まっぴるま大喜利（第3週）
  - 思い出のナーニー（第4週）
  - スペシャル企画（第5週）
- クイズ！まっぴーひゃらドン♪（11時台）
- サトケンの買って!?ちょ〜だい!（KBCラジオ制作・11時台）
ラジオショッピング情報番組。2018年3月以前は「きくち教児の楽気!DAY」内、2020年4月-9月は「OH! MY CHANNEL!」内に内包されていた。
- さじ加減ルーレット！（12時台）

### 2018年10月から2020年3月まで
出典:
- 今週のトークテーマ
リスナーから募集したトークテーマに関するメッセージを紹介。
- たいこうのふくろう便（第1週）
- クイズ！まっぴーひゃらドン♪
- ぴるまーずボイス
アンダーポイントの2人とピルマーくんが、幼稚園や保育園、スポーツチームなどに出掛けて、インタビュー収録した声を放送するミニコーナー。
- サトケンの買って!?ちょ〜だい!（KBCラジオ制作）

### 2018年4月から2018年9月まで
出典：東海ラジオタイムテーブル（2018年4-6月版）および番組＆コーナー紹介
- トレンディをめざせ!
アンダーポイントがオススメの品などを紹介し、番組から流行を作り出そうというコーナー。
- ガラスの三十代
リスナーのみなさんからの意見をもとに、世代間のギャップをあぶりだしていく。
- クイズ！まっぴーひゃらドン♪
- たいこうのふくろう便（隔週）
- スーパーゲストコーナー「ようこそ！○○さん」（隔週）
2人によるコントコーナー。呼んでほしい架空のゲストのリクエストに即興で応える。
- サトケンの買って!?ちょ〜だい!（KBCラジオ制作）
- おさんぽ ピルマーくん（イベント時限定）
番組キャラクターのピルマーくんが、散歩に出かけるコーナー。

### 放送開始から2018年3月まで
出典:
- トレンディをめざせ!（12時台）
- ガラスの三十代（12時・13時台）
- おさんぽ ピルマーくん（12時台）
- スーパーゲストコーナー「ようこそ！○○さん」（13時台）
- たいこうのふくろう便（隔週13時台、2018年1月11日より）
- 名古屋外国語大学 ラジオメッセージ![8]（13:30）

## ラジオクラウド
スマートフォン用のポッドキャスト型インターネットラジオサービス『ラジオクラウド』で、『裏まっぴるま!』と題し、本放送では読み切れなかったお便りの紹介をしている。
第1期では、『スーパーゲストコーナー「ようこそ！○○さん」』を配信。本放送では2018年9月でコーナー終了となったが、ラジオクラウド限定コーナーとして、10月以降も配信されていた。